# Rhopalocranaus ypsilon
Rhopalocranaus ypsilon is een hooiwagen uit de familie Manaosbiidae.